# Nadia Russo
Nadia Russo właśc. Nadieżda Jewgienjewna Brżozowska, też jako: Nadia Russo-Bosse (ur. 4 czerwca?/17 czerwca 1901 w Twerze, zm. 22 stycznia 1988 w Bukareszcie) – rumuńska pilot wojskowa pochodzenia rosyjskiego.

## Życiorys
Urodziła się w Twerze, jako córka generała kawalerii Jewgienija Wasiljewicza Brżozowskiego. Uczyła się w szkole w Charkowie. W dzieciństwie straciła oboje rodziców. Po wybuchu rewolucji bolszewickiej przedostała się wraz z siostrą do Kiszyniowa i zamieszkała w Rumunii, uzyskując obywatelstwo rumuńskie.
W roku 1925 poślubiła znacznie starszego od siebie właściciela ziemskiego Alexandru Russo. Małżeństwo rozpadło się po kilku latach, a Nadia przeniosła się do Bukaresztu, gdzie uczyła się w szkole dla pielęgniarek, a następnie podjęła studia artystyczne w Paryżu.
Była jedną z pierwszych kobiet w Rumunii, które w roku 1936 uzyskały licencję pilota. Dzięki wsparciu rumuńskiego ministerstwa lotnictwa i funduszom społecznym w 1937 zakupiła niemiecki samolot Bücker Bü 131, na którym uczestniczyła w zawodach lotniczych, reprezentując Rumunię. Za udział w zawodach państw Małej Ententy, w 1938 została uhonorowana przez króla Karola II Orderem Zasług Lotniczych.
W 1938 znalazła się w gronie czterech kobiet-pilotek tworzących wojskową eskadrę sanitarną, określaną potem jako Biała Eskadra (Escadrila Albă). W czasie wojny Biała Eskadra wykorzystywała samoloty RWD-13S, transportując rannych żołnierzy z frontu wschodniego. W 1942 Russo została uhonorowana Orderem Zasługi Orła Niemieckiego III klasy. Z powodu złego stanu zdrowia, w 1943 zrezygnowała ze służby.
Po zakończeniu wojny była prześladowana przez władze komunistyczne. Pretekstem do jej skazania były spotkania polityków antykomunistycznych z oficerami brytyjskimi, które odbywały się w jej mieszkaniu. W 1951 skazana na 8 lat więzienia. Wyrok odbywała w Mislea i Miercurea-Ciuc. W 1957 była deportowana do wsi Lățești w rejonie Bărăgan, gdzie przebywała do roku 1962. W obozie poznała Gherghe Bossego, który został jej drugim mężem. Od 1962 pracowała w fabryce opakowań w Buftei.
Zmarła w roku 1988 w Bukareszcie.